# Tatsuya Hasegawa
Tatsuya Hasegawa (長谷川 竜也?, Hasegawa Tatsuya; Numazu, 7 marzo 1994) è un calciatore giapponese, centrocampista del Consadole Sapporo.

## Statistiche

### Presenze e reti nei club
Statistiche aggiornate al 2 dicembre 2023.
| Stagione                 | Club                     | Campionato               | Campionato | Campionato | Coppe nazionali | Coppe nazionali | Coppe nazionali | Coppe continentali | Coppe continentali | Coppe continentali | Supercoppe | Supercoppe | Supercoppe | Totale | Totale |
| Stagione                 | Club                     | Comp                     | Pres       | Reti       | Comp            | Pres            | Reti            | Comp               | Pres               | Reti               | Comp       | Pres       | Reti       | Pres   | Reti   |
| ------------------------ | ------------------------ | ------------------------ | ---------- | ---------- | --------------- | --------------- | --------------- | ------------------ | ------------------ | ------------------ | ---------- | ---------- | ---------- | ------ | ------ |
| 2016                     | Kawasaki Frontale        | J1                       | 2+1        | 1+0        | CdL+CI          | 4+2             | 0               | -                  | -                  | -                  | -          | -          | -          | 9      | 1      |
| 2017                     | Kawasaki Frontale        | J1                       | 24         | 5          | CdL+CI          | 4+3             | 1+1             | ACL                | 4                  | 2                  | -          | -          | -          | 35     | 9      |
| 2018                     | Kawasaki Frontale        | J1                       | 12         | 1          | CdL+CI          | 2+4             | 0+1             | ACL                | 5                  | 1                  | SJ         | 1          | 0          | 24     | 3      |
| 2019                     | Kawasaki Frontale        | J1                       | 25         | 5          | CdL+CI          | 5+1             | 0               | ACL                | 5                  | 0                  | SJ         | 0          | 0          | 36     | 5      |
| 2020                     | Kawasaki Frontale        | J1                       | 12         | 3          | CdL+CI          | 1+2             | 2+0             | -                  | -                  | -                  | -          | -          | -          | 15     | 5      |
| 2021                     | Kawasaki Frontale        | J1                       | 21         | 0          | CdL+CI          | 1+3             | 0               | ACL                | 4                  | 2                  | SJ         | 1          | 0          | 30     | 2      |
| Totale Kawasaki Frontale | Totale Kawasaki Frontale | Totale Kawasaki Frontale | 97         | 15         |                 | 32              | 5               |                    | 18                 | 5                  |            | 2          | 0          | 149    | 25     |
| 2022                     | Yokohama FC              | J2                       | 38         | 4          | CI              | 0               | 0               | -                  | -                  | -                  | -          | -          | -          | 38     | 4      |
| gen.-ago. 2023           | Yokohama FC              | J1                       | 10         | 0          | CdL+CI          | 2+1             | 0               | -                  | -                  | -                  | -          | -          | -          | 13     | 0      |
| Totale Yokohama FC       | Totale Yokohama FC       | Totale Yokohama FC       | 48         | 4          |                 | 3               | 0               |                    | -                  | -                  |            | -          | -          | 51     | 4      |
| ago.-dic. 2023           | Tokyo Verdy              | J2                       | 8+1        | 1+0        | -               | -               | -               | -                  | -                  | -                  | -          | -          | -          | 9      | 1      |
| Totale carriera          | Totale carriera          | Totale carriera          | 154        | 20         |                 | 35              | 5               |                    | 18                 | 5                  |            | 2          | 0          | 209    | 30     |

## Palmarès

### Club

#### Competizioni nazionali
- Campionato giapponese: 4

Kawasaki Frontale: 2017, 2018, 2020, 2021
- Supercoppa del Giappone: 2

Kawasaki Frontale: 2019, 2021
- Coppa J. League: 1

Kawasaki Frontale: 2019
- Coppa dell'Imperatore: 1

Kawasaki Frontale: 2020

### Nazionale
- Universiadi:   1

Gwangju 2015